# Oenothera speciosa
Oenothera speciosa là một loài thực vật có hoa trong họ Anh thảo chiều. Loài này được Nutt. mô tả khoa học đầu tiên năm 1821.

## Hình ảnh

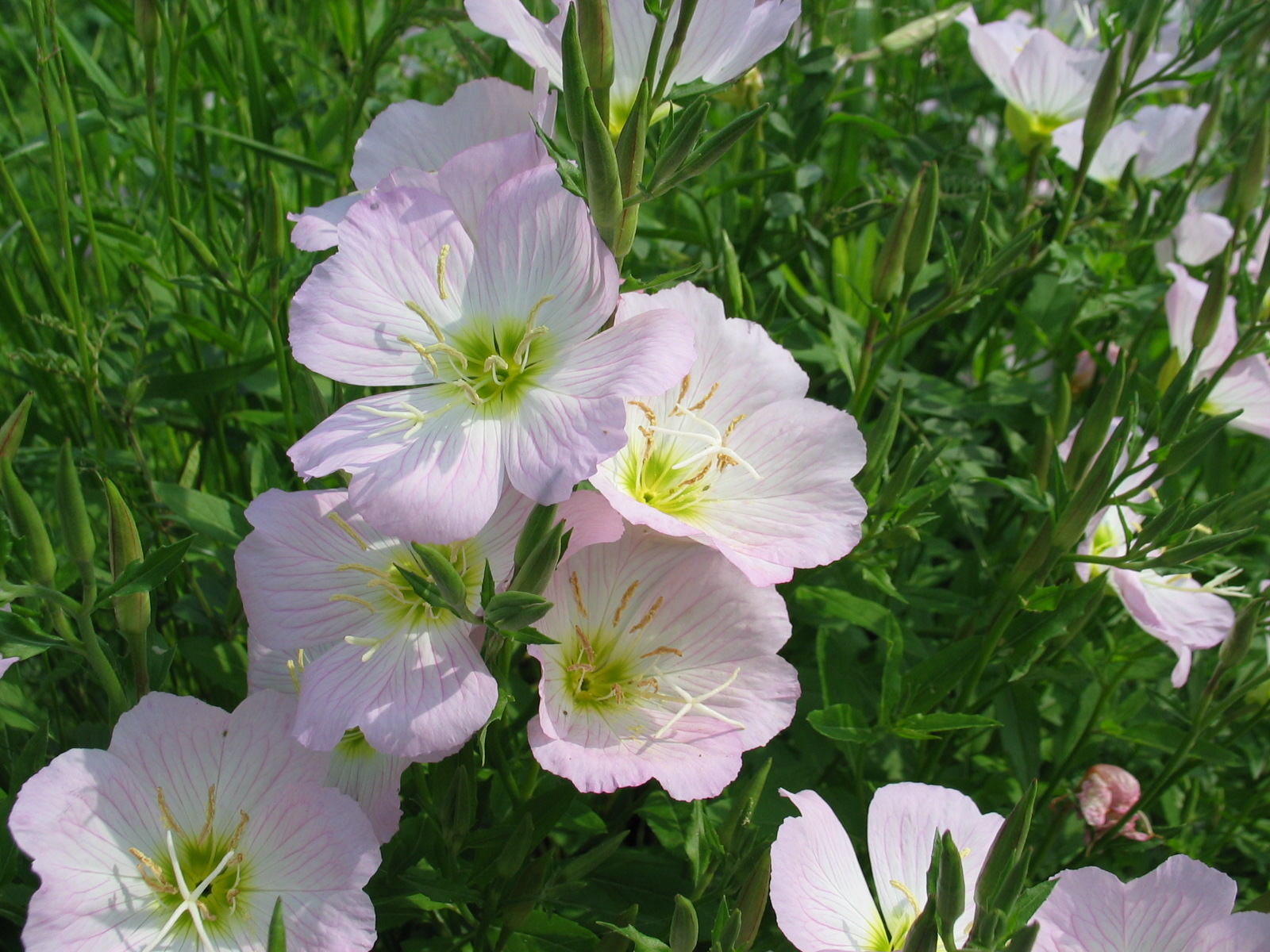
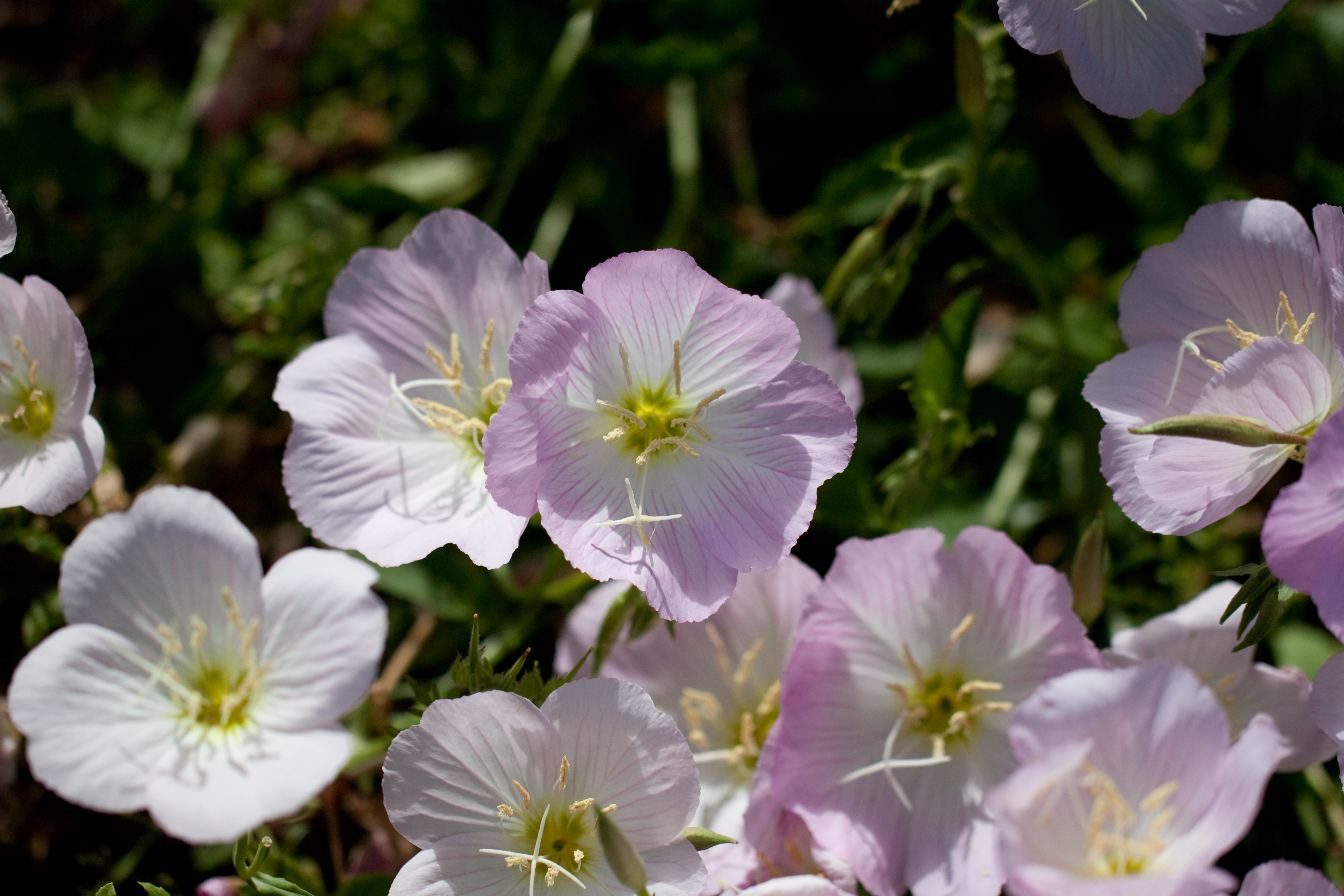
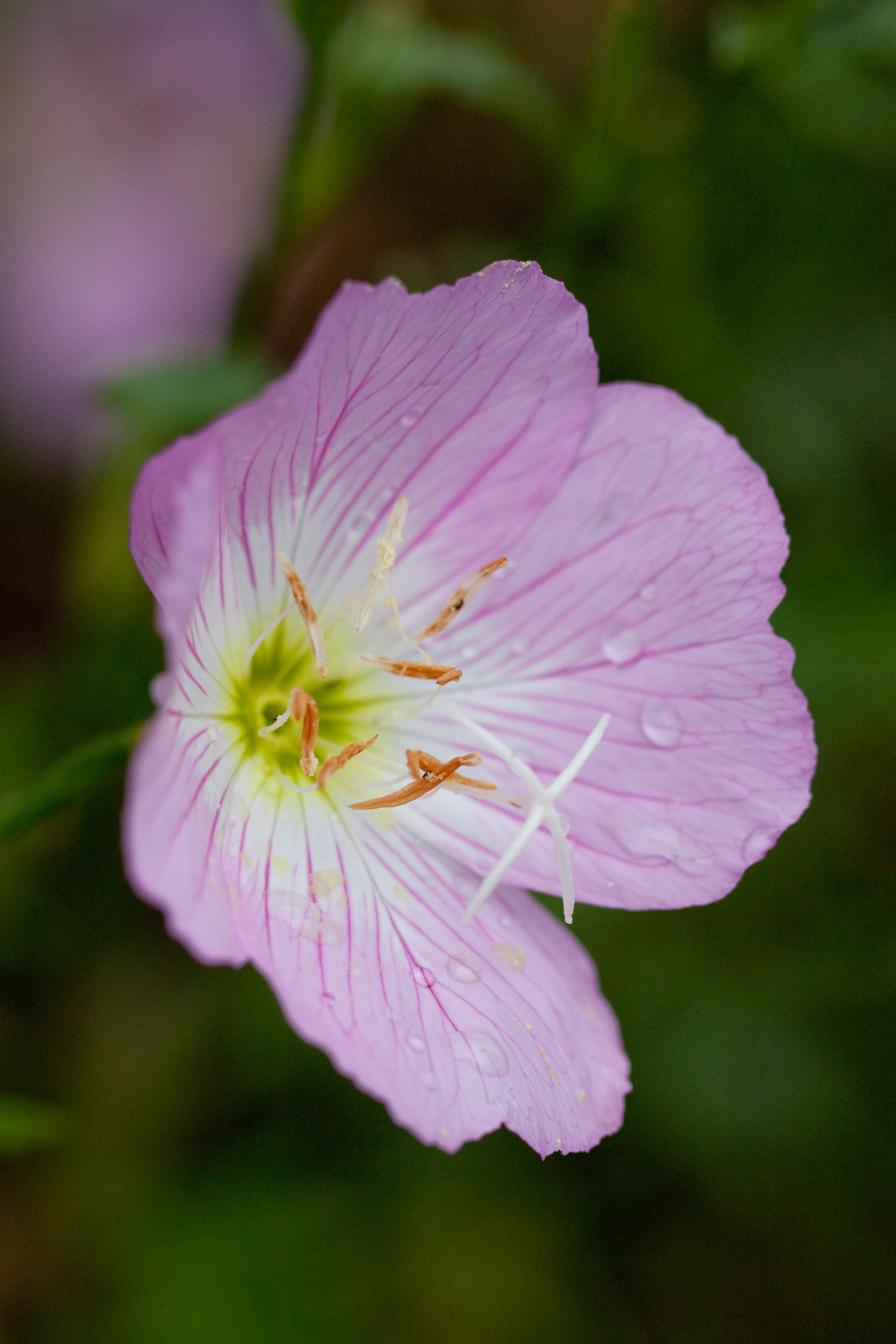
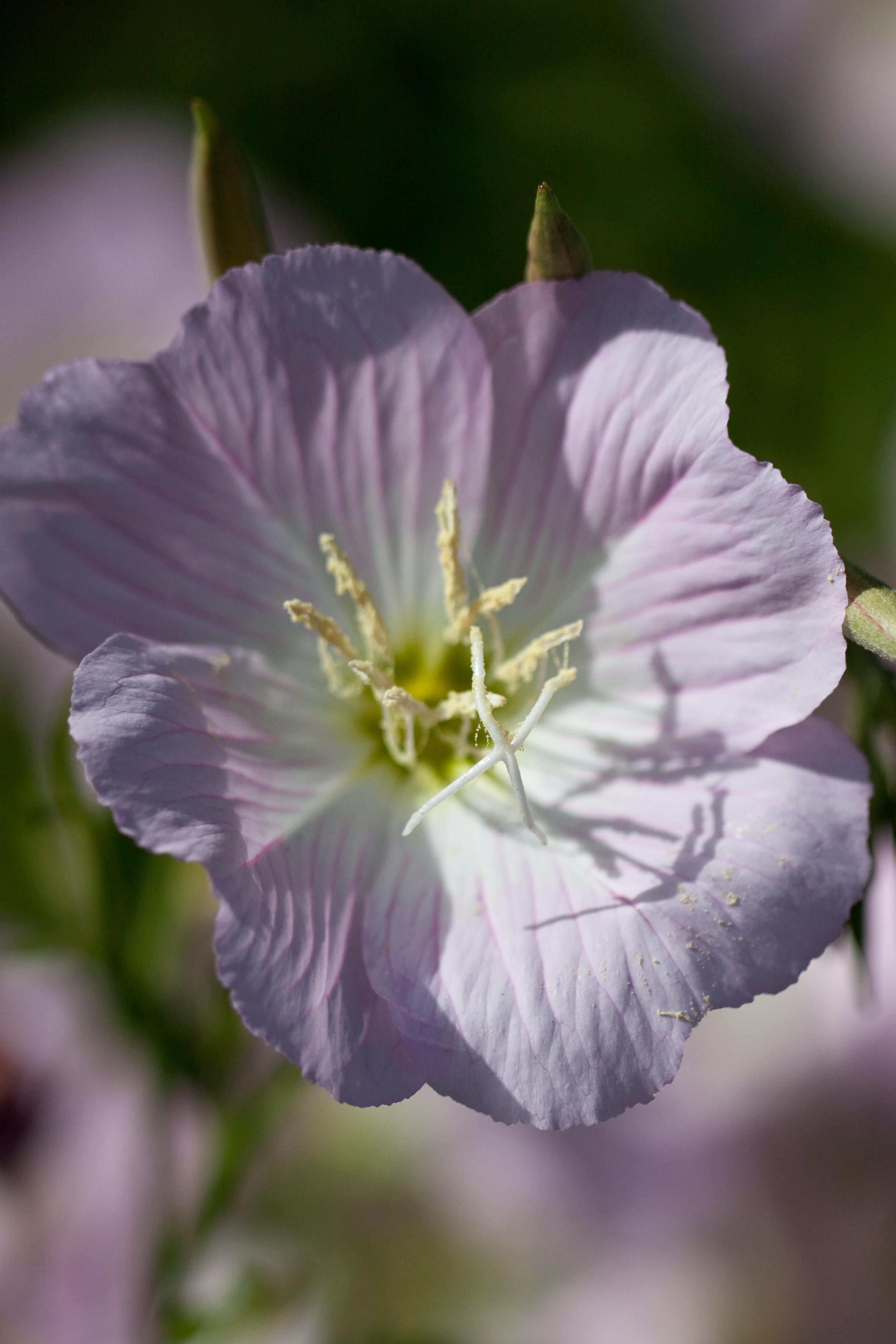